# Знаки почтовой оплаты СССР (1976)
Зна́ки почто́вой опла́ты СССР (1976) — перечень (каталог) знаков почтовой оплаты (почтовых марок), введённых в обращение дирекцией по изданию и экспедированию знаков почтовой оплаты Министерства связи СССР в 1976 году.

## Список коммеморативных (памятных) марок
Порядок следования элементов в таблице соответствует номеру по каталогу марок СССР (ЦФА), в скобках приведены номера по каталогу «Михель».
| № по каталогу                        | Изображение | Описание и источники | Номинал        | Дата выпуска         | Тираж     | Художник        |
| ------------------------------------ | ----------- | --- | -------------- | -------------------- | --------- | --------------- |
| (ЦФА [АО «Марка»] № 4546) (Mi #4444) |             | Серия «XII зимние Олимпийские игры в Инсбруке (Австрия)»: - Хоккей с шайбой. | 0,02 руб.      | 4 февраля 1976 года  | 7 200 000 | Евгений Анискин |
| (ЦФА [АО «Марка»] № 4547) (Mi #4445) |             | Серия «XII зимние Олимпийские игры в Инсбруке (Австрия)»: - Лыжные гонки. | 0,04 руб.      | 4 февраля 1976 года  | 6 500 000 | Евгений Анискин |
| (ЦФА [АО «Марка»] № 4548) (Mi #4446) |             | Серия «XII зимние Олимпийские игры в Инсбруке (Австрия)»: - Фигурное катание. | 0,06 руб.      | 4 февраля 1976 года  | 6 300 000 | Евгений Анискин |
| (ЦФА [АО «Марка»] № 4549) (Mi #4447) |             | Серия «XII зимние Олимпийские игры в Инсбруке (Австрия)»: - Конькобежный спорт. | 0,10 руб.      | 4 февраля 1976 года  | 5 500 000 | Евгений Анискин |
| (ЦФА [АО «Марка»] № 4550) (Mi #4448) |             | Серия «XII зимние Олимпийские игры в Инсбруке (Австрия)»: - Санный спорт. | 0,20 руб.      | 4 февраля 1976 года  | 4 300 000 | Евгений Анискин |
| (ЦФА [АО «Марка»] № 4551) (Mi #4449) |             | Серия «XII зимние Олимпийские игры в Инсбруке (Австрия)»: - почтовый блок «Эмблема Игр». | 0,50 руб.      | 4 февраля 1976 года  | 1 400 000 | Евгений Анискин |
| (ЦФА [АО «Марка»] № 4559) (Mi #4449) |             | Почтовый блок «Победа советских спортсменов на XII зимних Олимпийских играх в Инсбруке» с надпечаткой «Слава советскому спорту. Спортсмены СССР завоевали 13 золотых, 6 серебряных и 8 бронзовых медалей». | 0,50 руб.      | 24 марта 1976 года   | 500 000   | Евгений Анискин |
| (ЦФА [АО «Марка»] № 4583) (Mi #4478) |             | Серия «XXI летние Олимпийские игры в Монреале (Канада)»: - Гребля на каноэ. | 0,04 руб.      | 23 июня 1976 года    | 6 700 000 | П. Бендель      |
| (ЦФА [АО «Марка»] № 4584) (Mi #4479) |             | Серия «XXI летние Олимпийские игры в Монреале (Канада)»: - Баскетбол. | 0,06 руб.      | 23 июня 1976 года    | 6 500 000 | П. Бендель      |
| (ЦФА [АО «Марка»] № 4585) (Mi #4480) |             | Серия «XXI летние Олимпийские игры в Монреале (Канада)»: - Классическая борьба. | 0,10 руб.      | 23 июня 1976 года    | 6 000 000 | П. Бендель      |
| (ЦФА [АО «Марка»] № 4586) (Mi #4481) |             | Серия «XXI летние Олимпийские игры в Монреале (Канада)»: - Метание диска. | 0,14 руб.      | 23 июня 1976 года    | 5 300 000 | П. Бендель      |
| (ЦФА [АО «Марка»] № 4587) (Mi #4482) |             | Серия «XXI летние Олимпийские игры в Монреале (Канада)»: - Стрельба. | 0,16 руб.      | 23 июня 1976 года    | 4 300 000 | П. Бендель      |
| (ЦФА [АО «Марка»] № 4588) (Mi #4483) |             | Серия «XXI летние Олимпийские игры в Монреале (Канада)»: - почтовый блок «Медали Игр». | 0,50 руб.      | 23 июня 1976 года    | 800 000   | Герман Комлев   |
| (ЦФА [АО «Марка»] № 4618) (Mi #4483) |             | Почтовый блок «Победа советских спортсменов на XXI летних Олимпийских играх в Монреале» с надпечаткой: «Спортсмены СССР завоевали 47 золотых, 43 серебряных и 35 бронзовых медалей».                       | 0,50 руб.      | 25 августа 1976 года | 600 000   | Герман Комлев   |
| (ЦФА [АО «Марка»] № 4654) (Mi #4550) |             | «С Новым, 1977 годом!»: - Куранты на Спасской башне. | 0,04 руб.      | 25 ноября 1976 года  | 3 400 000 | Герман Комлев   |
| (ЦФА [АО «Марка»] № 4668) (Mi #4563) |             | Почтово-благотворительный выпуск «Игры XXII Олимпиады. Москва-80»: - Передача факела. | 0,04+0,02 руб. | 28 декабря 1976 года | 6 500 000 | Н. Литвинов     |
| (ЦФА [АО «Марка»] № 4669) (Mi #4564) |             | Почтово-благотворительный выпуск «Игры XXII Олимпиады. Москва-80»: - Эмблема Игр. | 0,10+0,05 руб. | 28 декабря 1976 года | 5 800 000 | Н. Литвинов     |
| (ЦФА [АО «Марка»] № 4670) (Mi #4565) |             | Почтово-благотворительный выпуск «Игры XXII Олимпиады. Москва-80»: - Эмблема Игр. | 0,16+0,06 руб. | 28 декабря 1976 года | 4 700 000 | Н. Литвинов     |
| (ЦФА [АО «Марка»] № 4671) (Mi #4566) |             | Почтово-благотворительный выпуск «Игры XXII Олимпиады. Москва-80»: - почтовый блок «Москва — организатор Игр XXII Олимпиады».                                                                              | 0,60+0,30 руб. | 28 декабря 1976 года | 750 000   | Герман Комлев   |

## Комментарии
1. ↑  Ниже приведён перечень памятных художественных марок (с возможностью сортировки по номиналу, тиражу и дате введения в обращение).
2. ↑  XII зимние Олимпийские игры в Инсбруке. На марке  (ЦФА [АО «Марка»] № 4546) — хоккей с шайбой, многоцветная. Офсетная печать на мелованной бумаге, перфорирована: комбинированная гребенчатая зубцовка 12½:12 (на каждые 2 сантиметра края марки приходится 12½:12 зубцов). В марочных листах 36 (6×6) марок[2][5][6][7].
3. ↑  XII зимние Олимпийские игры в Инсбруке. На марке  (ЦФА [АО «Марка»] № 4547) — лыжные гонки, многоцветная. Офсетная печать на мелованной бумаге, перфорирована: комбинированная гребенчатая зубцовка 12½:12 (на каждые 2 сантиметра края марки приходится 12½:12 зубцов). В марочных листах 36 (6×6) марок[2][5][6][7].
4. ↑  XII зимние Олимпийские игры в Инсбруке. На марке  (ЦФА [АО «Марка»] № 4548) — фигурное катание, многоцветная. Офсетная печать на мелованной бумаге, перфорирована: комбинированная гребенчатая зубцовка 12½:12 (на каждые 2 сантиметра края марки приходится 12½:12 зубцов). В марочных листах 36 (6×6) марок[2][5][6][7].
5. ↑  XII зимние Олимпийские игры в Инсбруке. На марке  (ЦФА [АО «Марка»] № 4549) — конькобежный спорт, многоцветная. Офсетная печать на мелованной бумаге, перфорирована: комбинированная гребенчатая зубцовка 12½:12 (на каждые 2 сантиметра края марки приходится 12½:12 зубцов). В марочных листах 36 (6×6) марок[2][5][6][7].
6. ↑  XII зимние Олимпийские игры в Инсбруке. На марке  (ЦФА [АО «Марка»] № 4550) — санный спорт, многоцветная. Офсетная печать на мелованной бумаге, перфорирована: комбинированная гребенчатая зубцовка 12½:12 (на каждые 2 сантиметра края марки приходится 12½:12 зубцов). В марочных листах 36 (6×6) марок[2][5][6][7].
7. ↑  XII зимние Олимпийские игры в Инсбруке. Почтовый блок 90×80 мм, на марке  (ЦФА [АО «Марка»] № 4551) — эмблема Игр, многоцветная. Офсетная печать на UV бумаге, перфорирована: комбинированная рамочная зубцовка 12:12½ (на каждые 2 сантиметра края марки приходится 12:12½ зубцов)[2][5][6][10].
8. ↑  XII зимние Олимпийские игры в Инсбруке. Почтовый блок 90×80 мм, на марке  (ЦФА [АО «Марка»] № 4551) — эмблема Игр, многоцветная. Красная типографская надпечатка на блоке 4551 текста «Слава советскому спорту. Спортсмены СССР завоевали 13 золотых, 6 серебряных и 8 бронзовых медалей». Офсетная печать на UV бумаге, перфорирована: комбинированная рамочная зубцовка 12:12½ (на каждые 2 сантиметра края марки приходится 12:12½ зубцов)[2][5][6][11].
9. ↑  XXI летние Олимпийские игры в Монреале. На марке  (ЦФА [АО «Марка»] № 4583) — гребля на каноэ, многоцветная. Офсетная печать, перфорирована: комбинированная гребенчатая зубцовка 12½:12 (на каждые 2 сантиметра края марки приходится 12½:12 зубцов). В марочных листах 36 (6×6) марок[2][12][13][14].
10. ↑  XXI летние Олимпийские игры в Монреале. На марке  (ЦФА [АО «Марка»] № 4584) — баскетбол, многоцветная. Офсетная печать, перфорирована: комбинированная гребенчатая зубцовка 12:12½ (на каждые 2 сантиметра края марки приходится 12:12½ зубцов). В марочных листах 36 (6×6) марок[2][12][13][14].
11. ↑  XXI летние Олимпийские игры в Монреале. На марке  (ЦФА [АО «Марка»] № 4585) — классическая борьба, многоцветная. Офсетная печать, перфорирована: комбинированная гребенчатая зубцовка 12½:12 (на каждые 2 сантиметра края марки приходится 12½:12 зубцов). В марочных листах 36 (6×6) марок[2][12][13][14].
12. ↑  XXI летние Олимпийские игры в Монреале. На марке  (ЦФА [АО «Марка»] № 4586) — метание диска, многоцветная. Офсетная печать, перфорирована: комбинированная гребенчатая зубцовка 12:12½ (на каждые 2 сантиметра края марки приходится 12:12½ зубцов). В марочных листах 36 (6×6) марок[2][12][13][14].
13. ↑  XXI летние Олимпийские игры в Монреале. На марке  (ЦФА [АО «Марка»] № 4587) — стрельба, многоцветная. Офсетная печать, перфорирована: комбинированная гребенчатая зубцовка 12½:12 (на каждые 2 сантиметра края марки приходится 12½:12 зубцов). В марочных листах 36 (6×6) марок[2][12][13][14].
14. ↑  XXI летние Олимпийские игры в Монреале. Почтовый блок 65×90 мм, на марке  (ЦФА [АО «Марка»] № 4588) — медали Игр, многоцветная. Офсетная печать, перфорирована: комбинированная рамочная зубцовка 12½:12 (на каждые 2 сантиметра края марки приходится 12½:12 зубцов)[2][15][13][16].
15. ↑  XXI летние Олимпийские игры в Монреале. Почтовый блок 65×90 мм «Советскому спорту Слава!», на марке  (ЦФА [АО «Марка»] № 4588) — медали Игр, многоцветная. Золотистая офсетная надпечатка на блоке 4588 текста «Спортсмены СССР завоевали 47 золотых, 43 серебряных и 35 бронзовых медалей». Офсетная печать, перфорирована: комбинированная рамочная зубцовка 12½:12 (на каждые 2 сантиметра края марки приходится 12½:12 зубцов)[2][15][17][18].
16. ↑  «С Новым, 1977 годом!»: на многоцветной марке  (ЦФА [АО «Марка»] № 4654) — полночь на курантах Спасской башни Кремля. Офсетная печать на мелованной бумаге, перфорирована: комбинированная гребенчатая зубцовка 12½:12 (на каждые 2 сантиметра края марки приходится 12½:12 зубцов). В марочных листах 36 (6×6) марок[2][19][20].
17. ↑  Почтово-благотоворительный выпуск Игры XXII Олимпиады. Москва-80. На марке  (ЦФА [АО «Марка»] № 4668) — передача факела, многоцветная. Офсетная печать, перфорирована: рамочная зубцовка 11½ (на каждые 2 сантиметра края марки приходится 11½ зубцов). В марочных листах 36 (6×6) марок[2][15][21][22].
18. ↑  Почтово-благотоворительный выпуск Игры XXII Олимпиады. Москва-80. На марке  (ЦФА [АО «Марка»] № 4669) — эмблема Игр, многоцветная. Офсетная печать, перфорирована: рамочная зубцовка 11½ (на каждые 2 сантиметра края марки приходится 11½ зубцов). В марочных листах 36 (6×6) марок[2][15][21][22].
19. ↑  Почтово-благотоворительный выпуск Игры XXII Олимпиады. Москва-80. На марке  (ЦФА [АО «Марка»] № 4670) — эмблема Игр, многоцветная. Офсетная печать, перфорирована: рамочная зубцовка 11½ (на каждые 2 сантиметра края марки приходится 11½ зубцов). В марочных листах 36 (6×6) марок[2][15][21][22].
20. ↑  Почтово-благотоворительный выпуск Игры XXII Олимпиады. Москва-80, почтовый блок 62×85 мм «Москва — организатор Игр XXII Олимпиады». На марке  (ЦФА [АО «Марка»] № 4671) — макет Московского Кремля, многоцветная. Глубокая печать на мелованной бумаге, перфорирована: комбинированная рамочная зубцовка 11½:12 (на каждые 2 сантиметра края марки приходится 11½:12 зубцов)[2][15][21][23].